# Симокава
Симока́ва (яп. 下川町 Симокава-тё:) — посёлок в Японии, находящийся в уезде Камикава округа Камикава губернаторства Хоккайдо. Площадь посёлка составляет 644,20 км², население — 3545 человек (30 июня 2014), плотность населения — 5,50 чел./км².

## Географическое положение
Посёлок расположен на острове Хоккайдо в губернаторстве Хоккайдо. С ним граничат города Наёро, Сибецу, посёлки Такиноуэ, Ому и село Нисиокоппе.

## Население
Население посёлка составляет 3545 человек (30 июня 2014), а плотность — 5,50 чел./км². Изменение численности населения с 1980 по 2005 годы:
| 1980 | 7173 чел. |  |
| 1985 | 5730 чел. |  |
| 1990 | 5065 чел. |  |
| 1995 | 4747 чел. |  |
| 2000 | 4413 чел. |  |
| 2005 | 4146 чел. |  |

## Символика
Деревом посёлка считается пихта сахалинская, цветком — Gentiana triflora.